# 中村幸之助

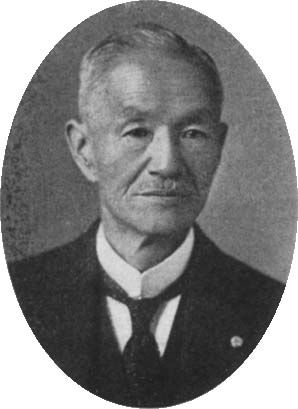
中村幸之助

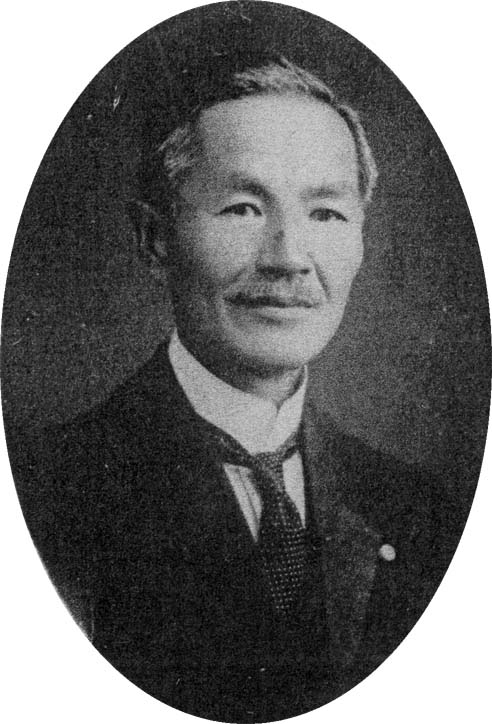
中村幸之助

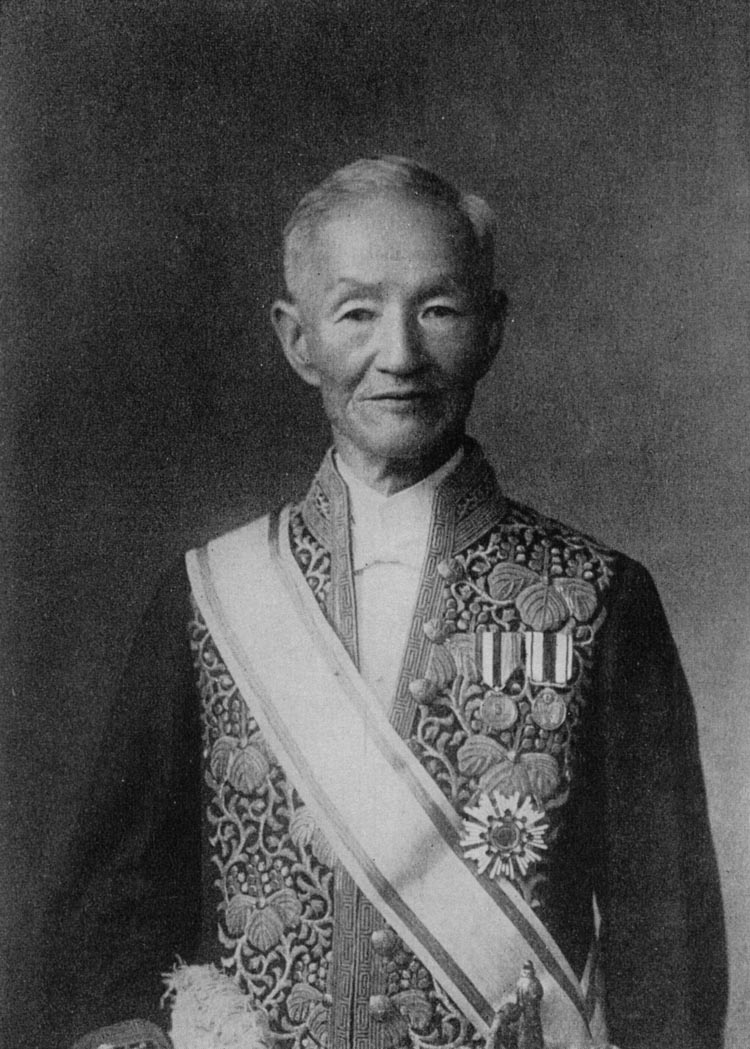
中村幸之助

中村 幸之助（なかむら こうのすけ、明治5年6月16日（1872年7月21日） - 昭和20年（1945年）1月11日）は、日本の電気工学者。

## 経歴
宮城県仙台市出身。第二高等学校を経て、1898年（明治31年）に東京帝国大学工科大学電気工学科を卒業し、大学院に進んだ。1899年（明治32年）、東京工業学校教授となり、翌年から欧米諸国に留学した。1902年（明治35年）に帰国後は、東京高等工業学校教授に特許局審査官、東京高等工業学校附設工業教員養成所主事、特許局技師などを兼ねた。1919年（大正8年）、工学博士の学位を得た。1926年（大正15年）、東京高等工業学校校長に就任し、翌年には財団法人協調会東京工業専修学校校長も兼ねた。1929年（昭和4年）、東京高等工業学校が東京工業大学に改組され、引き続き学長を務めた。1942年（昭和17年）に退官し、東京工業大学名誉教授の称号を受けた。
その他、電気学会会長、照明学会会長などを務めた。
1945年（昭和20年）1月11日、静養先の静岡県伊東町の別荘で死去。
死去にあたり祭資の下賜を受けた。また、葬送にあたり勅使として侍従が派遣され、幣帛の下賜を受けた。